# 스코넥엔터테인먼트
스코넥엔터테인먼트(영어: Skonec Entertainment Co., Ltd.)는 대한민국의 게임 제작 기업이다.
 VR관련 사업을 하고 있다

## 역사
2025년 296억원 규모(시가총액의 약 50%)의 유상증자를 할 예정이다.

## 논란
상장으로 조달한 금액을 투자하지 않고 예적금 등 단기금융상품에 넣어두어 논란이 있고 있다

## 참고문헌
1. ↑  스코넥, '메타·소니'와 VR 사업 협력...올해 하반기 신규 게임 출시, 뉴스핌, 2023-05-21
2. ↑  스코넥 "향후 3년이 VR 시장 관건...중심에 있을 것", 지디넷코리아, 2023-01-13
3. ↑  김한준, 스코넥, 삼성전자 146조 모바일 게임시장 신사업...삼성전자와 협업 게임 출시 부각, 서울경제, 2023-10-05
4. ↑  스코넥, 296억 규모 유상증자 단행…"XR 중심 신성장동력 본격 가속" 아시아경제 2025-05-15
5. ↑  박준형, 이런 게 기술특례? 퓨런티어, IPO자금 2년간 100% 저축, 뉴스토마토, 2023-12-29